# Persephone Books
Persephone Books ist ein 1999 von der Autorin Nicola Beauman gegründeter unabhängiger Buchverlag in Bloomsbury, London. Der Verlag ist spezialisiert auf den Nachdruck von ehemals populären, aber mittlerweile in Vergessenheit geratenen Werken von Autorinnen aus der Mitte des 20. Jahrhunderts. Unter den publizierten Werken sind Romane, Kurzgeschichten, Lyrik, Tagebücher, Memoiren, Kochbücher und Sachbücher.

## Verlagskonzept
Das Konzept Beaumans war es, jährlich eine Handvoll  „verlorener“, vergriffener Bücher zu publizieren, die meisten davon Zwischenkriegsromane von Frauen, und diese im Versandhandel zu verkaufen.
Jedes Buch hat einen grauen Umschlag. Dazu kommen ein individueller Vorsatz und ein Lesezeichen mit einem Design aus dem Jahr der Erstveröffentlichung des Buches. Den Namen Persephone wählte Beauman als Sinnbild weiblicher Kreativität.

## Geschichte
Das erste Buch war William – An Englishman von Cicely Hamilton. Andere Verleger äußerten sich skeptisch, und die ersten Auflagen ihrer Bücher von jeweils 5000 Stück verkauften sich schlecht. Doch das 21. von Persephone Books publizierte Buch, Miss Pettigrew Lives for a Day von Winifred Watson, wurde durch Mundpropaganda ein Überraschungshit mit über 100.000 verkauften Exemplaren. Die Geschichte wurde daraufhin 2008 mit Amy Adams und Frances McDormand verfilmt. Dank dieses Erfolgs hatte Persephone Books sowohl die finanziellen Mittel als auch die Bekanntheit, um das Ladenlokal in Bloomsbury zu eröffnen und zu expandieren. Die Geschäfte in den USA werden durch Francesca Beauman geführt, der Tochter von Nicola Beauman.
Die von Persephone Books eingesetzten Designs wurden 2016 von der britischen Schuhmarke Grenson Shoes in einer Kollektion für Lederschuhe verwendet.
Die Bücher werden vorwiegend über die Website vertrieben, aber auch über ein Ladenlokal an der Lamb's Conduit Street in London.

## Autorinnen
Einige der von Persephone Books publizierten Autorinnen sind:
- Diana Athill
- Enid Bagnold
- Hilda Bernstein
- Frances Hodgson Burnett
- Duff Cooper
- E. M. Delafield
- Monica Dickens
- Adam Ferguson
- Dorothy Canfield Fisher
- Eugenia Ginzburg
- Susan Glaspell
- Anna Gmeyner
- Etty Hillesum
- Winifred Holtby
- Amy Levy
- Katherine Mansfield
- Penelope Mortimer
- Irène Némirovsky
- Emma Smith
- Barbara Euphan Todd
- Judith Viorst
- Leonard Woolf
- Virginia Woolf